# Matthäus Daniel Pöppelmann
Matthäus Daniel Pöppelmann, né le 3 mai 1662 à Herford et mort le 17 janvier 1736 à Dresde, est un architecte germanique d'expression baroque.

## Biographie
Fils d'une famille de marchands dépourvus de ses anciennes richesses, Matthäus Daniel Pöppelmann se forme au lycée de Herford, dans le comté de Ravensberg. En 1680, il est embauché en tant qu'assistant non-rémunéré au bureau de la construction de la Saxe. Entre-temps, il mène des projets d'immobilier pour particuliers. 
Au début du XVIIIe siècle, Dresde est une ville d'art qui se couvre de somptueux monuments. D'origine saxonne, Pöppelmann arrive au service de la Cour de Saxe en 1686. Ici, il rencontre les maîtres architectes Wolf Caspar von Klengel et Joachim Georg Starcke. Il sera nommé Landbaumeister en 1705 et Oberlandbaumeister en 1718, sous la direction de son maître Johann Friedrich Karcher à qui il succède. Il débute sous la direction de Marcus Conrad Dietze, et, après la mort de celui-ci en 1704, il achève la reconstruction du château royal de Dresde.
Mais son œuvre la plus connue est le palais Zwinger, commandé sous le mandat du prince électeur Auguste II (dit « le Fort »), et construit par Pöppelmann de 1711 à 1728,, en collaboration avec Balthasar Permoser. Ce palais est une sorte d'enceinte qu'entourent de magnifiques pavillons, mais Pöppelmann ne mena jamais à bien son projet qui prévoyait un enchaînement de cours et de jardins. Des galeries basses, percées d'arcades, dessinent une sorte de rectangle et relient des pavillons plus massifs et plus élevés. Les pavillons du Zwinger ont un air oriental que l'on retrouve dans le palais japonais que Pöppelmann élève vers 1730. 
Pöppelmann a ainsi donné quelques-unes des œuvres les plus originales de l'architecture baroque.
Relégué aux fonctions administratives depuis 1730, il prend sa retraite en 1734. Peu après il tombe gravement malade et meurt dans les premiers jours de 1736.

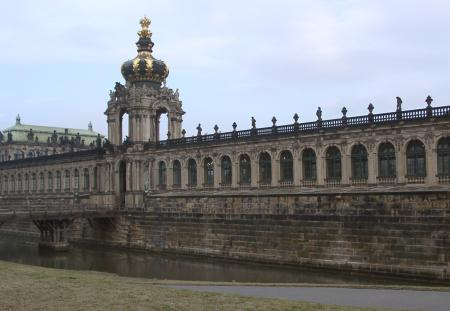
Le Zwinger à Dresde

## Œuvres
- Palais Japonais (1715)
- Château de Pillnitz (1720-1723)
- Château de Großsedlitz (à partir de 1720)
- Château de Graditz (à partir de 1722)
- Château de Joachimstein (1722-1728)
- Transformation du château de Moritzburg (1723-1733)
- Augustusbrücke franchissant l'Elbe à Dresde (1727-1731)
- Aménagements du château d'Elsterwerda

### Pages liées
- Nicolai Eigtved